# Trạng thái chân không
Trong lý thuyết trường lượng tử, trạng thái chân không lượng tử (còn gọi là trạng thái chân không lượng tử hoặc trạng thái chân không) là trạng thái lượng tử có năng lượng thấp nhất có thể. Nói chung, nó không chứa các hạt vật lý. Trường điểm không đôi khi được sử dụng làm từ đồng nghĩa cho trạng thái chân không của trường lượng tử riêng lẻ.
Theo sự hiểu biết ngày nay về cái được gọi là trạng thái chân không hoặc chân không lượng tử, thì "không có nghĩa là một không gian trống đơn giản". Theo cơ học lượng tử, trạng thái chân không không thực sự trống rỗng mà thay vào đó chứa các sóng điện từ và các hạt bật ra và tồn tại. Khoảng chân không QED của điện động lực học lượng tử (hay QED) là khoảng trống đầu tiên của lý thuyết trường lượng tử được phát triển.
Chân không QED bắt nguồn từ những năm 1930, và vào cuối những năm 1940 và đầu những năm 1950, nó đã được Feynman, Tomonaga và Schwinger cải tổ, ba người này đã cùng nhận giải thưởng Nobel cho công trình này vào năm 1965. Ngày nay, các tương tác điện từ và các tương tác yếu được thống nhất trong lý thuyết về tương tác điện yếu.
Mô hình chuẩn là một khái quát của công việc QED để bao gồm tất cả các hạt cơ bản đã biết và các tương tác của chúng (ngoại trừ trọng lực). Sắc ký lượng tử là một phần của Mô hình Chuẩn liên quan đến các tương tác mạnh và chân không QCD là chân không của sắc ký lượng tử. Nó là đối tượng nghiên cứu trong Máy va chạm Hadron lớn và Máy va chạm ion nặng tương đối tính, và có liên quan đến cái gọi là cấu trúc chân không của các tương tác.

Feynmann Diagram

## Các hạt ảo
Bài chi tiết: Hạt ảo
Sự hiện diện của các hạt ảo có thể được dựa một cách chặt chẽ dựa trên sự không chuyển động của các trường điện từ được lượng tử hóa. Không giao hoán có nghĩa là mặc dù các giá trị trung bình của các trường biến mất trong chân không lượng tử, phương sai của chúng không. Thuật ngữ "dao động chân không" dùng để chỉ phương sai của cường độ trường trong trạng thái năng lượng tối thiểu,  và được mô tả bằng hình ảnh như là bằng chứng của "các hạt ảo". Đôi khi, người ta cố gắng cung cấp một bức tranh trực quan về các hạt ảo, hoặc phương sai, dựa trên nguyên lý bất định thời gian năng lượng Heisenberg: {\ displaystyle \ Delta E \ Delta t \ geq \ hbar \,} (với ΔE và Δt là các biến đổi năng lượng và thời gian tương ứng; ΔE là độ chính xác trong phép đo năng lượng và Δt là thời gian thực hiện trong phép đo và là hằng số Planck giảm) lập luận dọc theo các dòng có thời gian tồn tại ngắn của ảo các hạt cho phép "mượn" năng lượng lớn từ chân không và do đó cho phép tạo hạt trong thời gian ngắn.  Mặc dù hiện tượng các hạt ảo được chấp nhận, nhưng cách giải thích này về mối quan hệ không chắc chắn về thời gian năng lượng không phải là phổ biến.  Một vấn đề là việc sử dụng mối quan hệ độ không đảm bảo giới hạn độ chính xác của phép đo như một sự không chắc chắn về thời gian t xác định "ngân sách "Cho mượn năng lượng ΔE. Một vấn đề khác là ý nghĩa của "thời gian" trong mối quan hệ này, bởi vì năng lượng và thời gian (không giống như vị trí q và động lượng p chẳng hạn) không thỏa mãn mối quan hệ giao hoán chính tắc (chẳng hạn như [q, p] = i ħ). [21 ] Các phương án khác nhau đã được nâng cao để xây dựng một quan sát có thể giải thích thời gian, nhưng vẫn thỏa mãn mối quan hệ giao hoán chính tắc với năng lượng. [22] [23] Rất nhiều cách tiếp cận nguyên lý bất định thời gian năng lượng là một chủ đề dài và liên tục. [23]

## Độ thấm phi tuyến tính
Bài chi tiết: Giới hạn Schwinger,.
Hiệu chỉnh lượng tử cho phương trình Maxwell được dự kiến sẽ dẫn đến một thuật ngữ phân cực điện phi tuyến nhỏ trong chân không, dẫn đến độ thấm điện phụ thuộc vào trường ε lệch khỏi giá trị danh nghĩa ε0 của độ thấm chân không. Những phát triển lý thuyết này được mô tả, ví dụ, trong Dittrich và Gies. Lý thuyết về điện động lực học lượng tử cho rằng chân không QED sẽ thể hiện tính phi tuyến nhẹ để khi có điện trường rất mạnh, độ thấm được tăng lên một lượng rất nhỏ so với ε0. Hơn nữa, và điều gì dễ quan sát hơn (nhưng vẫn rất khó!), Là một điện trường mạnh sẽ thay đổi tính thấm hiệu quả của không gian trống, trở thành bất đẳng hướng với giá trị hơi thấp hơn μ0 theo hướng của điện trường và hơi vượt quá μ0in theo hướng vuông góc, do đó thể hiện khả năng lưỡng chiết cho sóng điện từ truyền theo hướng khác với hướng của điện trường. Hiệu ứng này tương tự như hiệu ứng Kerr nhưng không có vấn đề gì. Tính phi tuyến nhỏ bé này có thể được hiểu theo nghĩa sản xuất cặp ảo. Điện trường cần thiết được dự đoán là rất lớn, khoảng 1.32 x 10⁸ V / m, được gọi là giới hạn Schwinger; hằng số Kerr tương đương đã được ước tính, nhỏ hơn khoảng 1020 lần so với hằng số Kerr của nước. Giải thích cho thuyết lưỡng sắc từ vật lý hạt, bên ngoài điện động lực học lượng tử, cũng đã được đề xuất. Thực nghiệm đo hiệu ứng như vậy là rất khó, và vẫn chưa thành công.

## Tính cân xứng
Đối với một lý thuyết trường tương đối tính, chân không là bất biến Poincaré, xuất phát từ các tiên đề của Wightman nhưng cũng có thể được chứng minh trực tiếp mà không cần các tiên đề này. [9] Tính bất biến Poincaré ngụ ý rằng chỉ các tổ hợp khai thác vô hướng của các nhà khai thác trường không biến mất VEV. VEV có thể phá vỡ một số đối xứng bên trong của Lagrangian của lý thuyết trường. Trong trường hợp này, chân không có tính đối xứng ít hơn so với lý thuyết cho phép, và người ta nói rằng sự phá vỡ đối xứng tự phát đã xảy ra. Xem cơ chế Higgs, mô hình chuẩn.

## Giá trị kỳ vọng khác không
Video của một thí nghiệm cho thấy dao động chân không (trong vòng màu đỏ) được khuếch đại bởi chuyển đổi xuống tham số tự phát. Nếu lý thuyết trường lượng tử có thể được mô tả chính xác thông qua lý thuyết nhiễu loạn, thì các tính chất của chân không tương tự như tính chất của trạng thái cơ bản của dao động điều hòa cơ học lượng tử, hay chính xác hơn là trạng thái cơ bản của bài toán đo. Trong trường hợp này, giá trị kỳ vọng chân không (VEV) của bất kỳ toán tử trường nào đều biến mất. Đối với các lý thuyết trường lượng tử trong đó lý thuyết nhiễu loạn bị phá vỡ ở mức năng lượng thấp (ví dụ, động lực học lượng tử hoặc lý thuyết siêu dẫn BCS) có thể có các giá trị kỳ vọng chân không không biến mất được gọi là ngưng tụ. Trong Mô hình chuẩn, giá trị kỳ vọng chân không khác không của trường Higgs, phát sinh từ sự phá vỡ đối xứng tự phát, là cơ chế mà các trường khác trong lý thuyết thu được khối lượng.

## Năng lượng
Trong nhiều tình huống, trạng thái chân không có thể được xác định là có năng lượng bằng không, mặc dù tình huống thực tế tinh tế hơn đáng kể. Trạng thái chân không được liên kết với năng lượng điểm không và năng lượng điểm không này có tác dụng đo được. Trong phòng thí nghiệm, nó có thể được phát hiện là hiệu ứng Casimir. Trong vũ trụ học vật lý, năng lượng của chân không vũ trụ xuất hiện dưới dạng hằng số vũ trụ. Trên thực tế, năng lượng của một centimet khối không gian trống đã được tính theo nghĩa bóng là một phần nghìn tỷ của một erg (hoặc 0,6 eV). Một yêu cầu nổi bật áp đặt cho một Lý thuyết tiềm năng về Mọi thứ là năng lượng của trạng thái chân không lượng tử phải giải thích hằng số vũ trụ quan sát vật lý.